# Betula kirghisorum
Betula kirghisorum là một loài thực vật có hoa trong họ Betulaceae. Loài này được Sawicz mô tả khoa học đầu tiên năm 1912.